# Marguerite Bahuche
Marguerite Bahuche, numită uneori și Marguerite Bunel (n. secolul al XVI-lea, Tours, Franța – d. 13 iulie 1632) a fost o pictoriță franceză, specializată în portrete, în special ale femeilor.

## Biografie
Marguerite Bahuche a fost fiica lui Pierre Bahuche, comerciant și pictor protestant, și a lui Judith Foubert. Sora ei a fost Marie Bahuche, soția lui Pierre Boulle, el însuși un unchi al dilgherului André Charles Boulle⁠(d).
S-a căsătorit cu pictorul Jacob Bunel⁠(d) (1558-1614) care este posibil să îi fi fost maestru, cu siguranță colaborator.
Jacob Bunel locuia la Tours în momentul căsătoriei sale, iar ulterior cuplul s-a mutat la Paris, unde a activat în 1599. Încă din 1600, Jacob Bunel a fost angajat de regele Henric al IV-lea pentru decorarea Palatului Tuileries și probabil încă din 1603 pentru decorarea Micii Galerii a Luvrului (în prezent „Galerie d’Apollon⁠(d)”, complet reconstruită la începutul domniei lui Ludovic al XIV-lea), înlocuindu-l pe Toussaint Dubreuil⁠(d) care tocmai murise. De asemenea, au obținut o locuință sub marea galerie a Luvrului, în calitate de artist protejat de rege. Marguerite Bahuche i s-a alăturat pentru a decora traveele galeriei cu 28 de portrete ale regilor și reginelor Franței, de la Sfântul Ludovic până la Henric al IV-lea, și decorarea tavanului, cu scene mitologice (distruse complet în timpul incendiului din 1661 și cunoscute prin rare desene pregătitoare).
Rămasă văduvă în octombrie 1614, a primit de la regenta Maria de Medici titlul de pictor regal și cel de inspector și curator al galeriilor de pictură din Luvru și Tuileries.
În septembrie 1618, s-a recăsătorit cu Paul Galland, pe atunci secretar al regelui, viitor consilier al regelui. Cu toate acestea, ea și-a menținut activitatea de pictoriță, cel puțin până în 1625.
A murit la 13 iulie 1632 și a fost înmormântată în cimitirul protestant din Charenton. Și-a lăsat desenele moștenire nepoților ei, Jean Bahuche și Isaac Bernier. Cel de-al doilea soț al ei, Paul Galland, s-a recăsătorit la 9 octombrie 1632.